# Rieko Kodama
Pour les articles homonymes, voir Kodama (homonymie).
Rieko Kodama, née le 23 mai 1963 et morte le 9 mai 2022,, est une artiste de jeu vidéo, réalisatrice et productrice pour Sega. Elle est l'une des premières artistes notables féminine de l'industrie, depuis qu'elle a rejoint Sega en tant que graphiste en 1984. Kodama est principalement connue pour son travail sur les jeux de rôle (RPG), y compris la série de Phantasy Star, la série 7th Dragon et Skies of Arcadia (2000). Elle est également connue pour ses contributions artistiques aux jeux sur Master System et Mega Drive, y compris Altered Beast (1988) et Sonic le Hérisson (1991). Même si elle a débuté en tant que designer graphique, elle atteint finalement le grade de directrice, puis le rang de productrice.
Kodama est souvent reconnue comme l'une des premières développeuses dans le jeu vidéo, y compris par Nintendo Power qui l'a surnommée la « Première Dame de RPG ». À cet égard, on la questionne sur son avis sur la relation entre femmes et jeux vidéo. Kodama estime que plus de femmes s'intéressent aux jeux vidéo, car ces derniers se tournent de plus en plus vers les femmes.

## Enfance et éducation
Rieko Kodama est née à Yokosuka, Kanagawa, Japon le 23 mai 1963. Enfant, elle apprécie de jouer à des jeux d'arcade. À l'école primaire, Kodama s'intéresse également à la conception de matériel publicitaire. Après son entrée à l'université, elle est indécise sur la poursuite de ses études, hésitant entre l'art et l'archéologie, de par son intérêt pour l'Égyptologie,. Se souvenant de son intérêt initial pour la publicité et elle décide de se consacrer entièrement à sa passion pour l'art, s'inscrit dans un programme de design publicitaire dans une école de commerce. Elle se découvre alors un intérêt pour la conception graphique et préfère travailler sur ses propres projets plutôt que faire celui des autres comme dans le monde de la publicité. L'industrie du jeu vidéo attire son attention comme un domaine en émergence. Les maisons de création de consoles de jeu sont encore nouvelles (la Famicom vient de sortir) et la plupart de l'industrie est toujours occupé par les jeux d'arcade. L'industrie pique la curiosité de Kodama, et son manque de familiarité avec le milieu l'oblige alors à se remettre en question,.

## Carrière

### Ses débuts
Kodama est embauchée par Sega en 1984 par le biais d'un de ses collègues qui travaille chez eux. Elle pense d'abord travailler dans le département publicitaire et de conception graphique, mais après avoir découvert le département jeu vidéo, elle décide de postuler pour celui-ci. Elle apprend alors comment créer des graphiques auprès de Yoshiki Kawasaki, le créateur du sprite de Flicky (1984). Son premier emploi est celui de créatrice de personnage pour le jeu d'arcade Champion Boxing (1984). Elle continue de travailler sur d'autres jeux d'arcade tels que Sega Ninja (1984). Elle assure des créations artistiques pour Alex Kidd in Miracle World (1986) sur Master System, est "profondément impliquée" dans l'arcade et la version Master de Quartet (1986), et assure également des créations artistiques pour Fantasy Zone II: The Tears of Opa-Opa (1987). Kodama est aussi engagée pour de petites conceptions graphiques sur d'autres projets basiques comme le dragon de Miracle Warriors: Seal of the Dark Lord (1987) et un ennemi sur SG-1000 pour The Black Onyx (1987). Kodama sert également en tant que rédactrice pour la newsletter japonaise de Sega, Sega Players Enjoy Club (SPEC).
Kodama se crédite elle-même sous le pseudo de « Phoenix Rie », ou d'autres pseudos qui y ressemblent lors de ses premiers travaux. C'était parce qu'à l'époque, Sega ne permet à ses concepteurs de mettre leur vrai nom dans les crédits des jeux. Le pseudonyme est basé sur un personnage de manga.

### Phantasy Star
Face à la popularité du jeu de rôle (RPG) Dragon Quest par Enix sur Famicom au milieu des années 1980, Sega décide de former une équipe de plusieurs personnes afin de développer un RPG concurrent sur Master System, intitulé Phantasy Star (1987). Kodama sert comme directrice artistique sur la création du jeu, créant les personnages, les environnements 2D, les batailles de fonds d'écran, les personnages non-jouables, et d'autres détails. Star Wars étant l'un des films préférés de Kodama, il est une source d'inspiration importante pour elle lors de la conception des illustrations de Phantasy Star. Elle apprécie la manière dont Star Wars associe des éléments de la culture japonaise et asiatique en général avec la science-fiction. En suivant cette idée, elle donne au monde de Phantasy Star, un univers de Western folklorique avec des caractères aux vêtements médiévaux.
L'une des principales philosophies de conception de Phantasy Star est de faire les choses différemment des RPG existant, en particulier en se différenciant de la série Dragon Quest qu'elle voit comme un monde fantasy trop pur et simple. Une des grosses différences de Phantasy Star est la création d'une héroïne féminine. La protagoniste, Alis, et un autre personnage, Lutz, sont conçus par Kodama. Les autres personnages, ainsi que les monstres du jeu, sont conçus par d'autres personnes. Dans les brouillons originaux, Lutz est décrit comme un hermaphrodite, qui peut devenir soit un homme, soit une femme plus tard dans le jeu. Kodama considère cette idée comme intéressante et choisit de donner à Lutz, une apparence androgyne dans le jeu final. Dans ce jeu, et, plus tard, dans tous les jeux de Phantasy Star, Kodama crée des caractères unis dans un but commun, indépendamment du sexe, de l'espèce ou de la planète.
Phantasy Star est un succès critique et commercial et un titre de référence pour l'industrie et le genre RPG. Des années plus tard, Kodama continue de travailler sur la série Phantasy Star dirigeant la conception graphique pour Phantasy Star II (1989) et la réalisation de Phantasy Star IV: The End of the Millennium (1993),. Elle aide aux différentes étapes de planification de Phantasy Star III: Generations of Doom (1990). Elle supervise également le développement de deux compilations de Phantasy Star Collection ainsi que des remakes de Phantasy Star et Phantasy Star II pour PlayStation 2.

### Suite de sa carrière
Au-delà du travail sur la série Phantasy Star dans les années Mega Drive, Kodama créé des œuvres d'art pour d'autres jeux Sega, y compris les versions Mega Drive adaptées comme Sorcerian (1987), Altered Beast (1988), ou celles originales comme Alex Kidd in the Enchanted Castle (1989), Mystic Defender (1989), Shadow Dancer (1989), Sonic the Hedgehog (1991), et Sonic 2 (1992). Après son succès en tant que directrice de Phantasy Star IV, elle dirige Magic Knight Rayearth (1995), un RPG pour la Sega Saturn basé sur le manga du même nom. Elle est impliquée dans tous les aspects du jeu y compris la vente et le marketing.
Kodama devient vite une productrice de Sega Wow et dirige l'élaboration de Skies of Arcadia, un RPG acclamé par la critique publiée pour la Dreamcast en 2000. Le projet est lancé par son équipe qui veut créer un entièrement un RPG en 3D pour la Sega Saturn. Le projet est déplacé pour la Dreamcast lorsque le contenu devient trop important pour le processeur Saturn. Selon Kodama, un élément essentiel du développement fut de ne pas s'appuyer sur des graphismes avancés et en particulier des films en animation 3D populaires dans les jeux à l'époque, qui éloigne trop le joueur du contrôle complet de l'action à son goût,. Kodama déclare que Skies of Arcadia ainsi que la série Phantasy Star sont ses projets préférés sur lesquels elle a travaillé.
Dans le milieu des années 2000, Kodama est productrice sur les jeux ludo-éducatif pour la Nintendo DS et la PlayStation Portable. Plus récemment, elle mène la production de la série 7th Dragon. La série comprend 7th Dragon pour Nintendo DS, 7th Dragon 2020 et 7th Dragon 2020-II pour PlayStation Portable,, et 7th Dragon III Code: VFD pour Nintendo 3DS. Elle est aujourd'hui la principale productrice de la série Sega Ages.

## Femmes et jeux vidéo
Rieko Kodama reçoit la reconnaissance de ses pairs comme étant la première femme développeuse dans le jeu vidéo. The Next Level la considère comme l'une des premières femmes artiste de jeu vidéo, et Nintendo Power la surnomme la « Première dame du RPG »,. En raison de cette reconnaissance, on lui demande souvent son opinion sur le rôle des femmes en tant que développeuses et consommatrices de jeu vidéo, et sur la représentation des femmes dans les jeux vidéo,,.
Kodama pense que les femmes s'impliquent de plus en plus dans le jeu vidéo. Elle observe que de plus en plus grandissent entourées de jeux vidéo, et sont donc plus disposées à en acheter ou à entrer dans l'industrie à l'âge adulte. En particulier, elle estime que les filles qui aiment les RPG auront plus envie de travailler dans l'industrie. Elle pense également qu'il est plus fréquent pour les femmes japonaises d'entrer dans le domaine des jeux vidéo que les autres car c'est une industrie plus développée au Japon que dans d'autres pays. En 2010, elle sent une augmentation des femmes joueuses au Japon en raison de l'augmentation des jeux centrés autour de la cuisine et de la mode.
Bien qu'elle ne crée pas exclusivement des jeux pour une audience féminine, elle évite quand même d'inclure dans ses jeux des éléments traitant injustement les femmes,. Elle affirme que de nombreux jeux font l'apologie de la violence et de la guerre pour attirer les joueurs masculins en écrasante majorité, de sorte que les entreprises doivent être conscientes et comprendre quels sont les éléments qui plaisent aux deux sexes pour créer une plus importante base de joueuses féminines. Au fil du temps, elle trouve qu'il y a plus une forte volonté des femmes de créer des jeux pour une base féminine. Lors de la création de personnages féminins, elle veut faire des caractères auxquels les deux sexes peuvent s'identifier. Cependant, puisque la majorité des joueurs sont toujours de sexe masculin, et que la nature des jeux de rôle est de pousser le joueur à se mettre dans la peau du personnage, elle comprend pourquoi de nombreuses entreprises gravitent autour de héros masculins.

## Vie personnelle
Bien que Kodama ne dessine plus directement pour ses jeux, elle fait de la peinture et des accessoires artisanaux pendant son temps libre. Elle est aussi un fan de Donjons & Dragons et du personnage Raistlin Majer de la série Dragonlance. Elle joue à D&D sur table et lis ces romans. Elle aime la façon dont les dragons sont dépeints avec des personnalités différentes dans la fantasy européenne, différente des dragons de la culture japonaise.

## Ludographie

### En tant que graphiste
| Année | Titre                                    | Plate-forme           |
| ----- | ---------------------------------------- | --------------------- |
| 1984  | Champion Boxing                          | Arcade                |
| 1984  | Sega Ninja                               | Arcade                |
| 1986  | Alex Kidd in Miracle World               | Master System         |
| 1987  | Black Onyx                               | SG-1000               |
| 1987  | Quatuor                                  | Arcade, Master System |
| 1987  | Fantasy Zone II: The Tears of Opa-Opa    | Arcade, Master System |
| 1987  | Phantasy Star                            | Master System         |
| 1987  | Zillion                                  | Master System         |
| 1988  | Hoshi wo Sagashite...                    | Master System         |
| 1988  | Miracle Warriors: Seal of the Dark Lord  | Master System         |
| 1989  | SpellCaster                              | Master System         |
| 1989  | Poseidon Wars 3-D                        | Master System         |
| 1989  | Altered Beast                            | Sega Genesis          |
| 1989  | Alex Kidd in the Enchanted Castle        | Sega Genesis          |
| 1989  | Mystic Defender                          | Sega Genesis          |
| 1989  | Phantasy Star II                         | Sega Genesis          |
| 1989  | Sorcerian                                | Sega Genesis          |
| 1990  | Shadow Dancer: The Secret of Shinobi     | Sega Genesis          |
| 1990  | Castle of Illusion Starring Mickey Mouse | Sega Genesis          |
| 1991  | Sonic the Hedgehog                       | Sega Genesis          |
| 1991  | Advanced Daisenryaku                     | Sega Genesis          |
| 1992  | Ayrton Senna Super Monaco GP II          | Sega Genesis          |
| 1992  | Sonic the Hedgehog 2                     | Sega Genesis          |

### En tant que directrice
| Année | Titre                                       | Plate-forme  |
| ----- | ------------------------------------------- | ------------ |
| 1993  | Phantasy Star IV: The End of the Millennium | Sega Genesis |
| 1995  | Magic Knight Rayearth                       | Sega Saturn  |

### En tant que productrice
| Année | Titre                    | Plate-forme                       |
| ----- | ------------------------ | --------------------------------- |
| 1998  | Deep Fear                | Sega Saturn                       |
| 2000  | Skies of Arcadia         | Dreamcast                         |
| 2002  | Skies of Arcadia Legends | GameCube                          |
| 2005  | Projet Altered Beast     | PlayStation 2                     |
| 2006  | Mind Quiz                | Nintendo DS, PlayStation Portable |
| 2009  | 7th Dragon               | Nintendo DS                       |
| 2011  | 7th Dragon 2020          | PlayStation Portable              |
| 2013  | 7th Dragon 2020-II       | PlayStation Portable              |
| 2015  | 7th Dragon III Code: VFD | Nintendo 3DS                      |

### Rôles mineurs
Comprend la supervision et le support.
| Année | Titre                                                     | Plate-forme      |
| ----- | --------------------------------------------------------- | ---------------- |
| 1990  | Phantasy Star III: Generations of Doom                    | Sega Genesis     |
| 1990  | Riddle Wired                                              | Sega Genesis     |
| 1992  | Tōgi Ō: King Colossus                                     | Sega Genesis     |
| 1993  | Sonic CD                                                  | Sega CD          |
| 1994  | The Hybrid Front                                          | Sega Genesis     |
| 1998  | Phantasy Star Collection                                  | Sega Saturn      |
| 2002  | Phantasy Star Collection                                  | Game Boy Advance |
| 2003  | Phantasy Star Generation 1                                | PlayStation 2    |
| 2005  | Phantasy Star Generation 2                                | PlayStation 2    |
| 2008  | Sega Ages 2500 Vol. 32: Phantasy Star Collection Complète | PlayStation 2    |